# Тюрма на Лонцького
Тюрма́ на Ло́нцького — колишня тюрма у Львові, яку використовували у XX столітті як політичну в'язницю радянська та нацистська влади. З 2009 року — національний музей-меморіал жертв окупаційних режимів.

## Історія

### В'язниця
У 1889—1890 роках на перехресті вулиць Леона Сапеги (сьогодні — Степана Бандери) та Коперника за проєктом архітектора Ю. К. Яновського була споруджена будівля австро-угорської жандармерії в стилі неоренесансу. 
У тюремному корпусі розміщувався Четвертий відділ Головної комендатури державної поліції, до повноважень котрого входила боротьба з «антидержавними» організаціями типу Організації українських націоналістів та Комуністичної партії Західної України. Неофіційно, тюрма спеціалізувалася на політичних в'язнях. 1935 року в споруду було переведено слідчий відділ поліції, а в'язницю стали використовувати як слідчий ізолятор. Під час Львівського процесу 1936 року в тюрмі утримували Степана Бандеру, Ярослава Стецька, Миколу Лебідя та інші підсудні.
Помилково вважається, що у 1939—1941 роках під час Першої радянської окупації в приміщенні була В'язниця № 1, розрахована на 1500 осіб. Але насправді тюрмою № 1 були «Бригідки». Сусідній головний корпус займало обласне управління НКВС. Після нападу Третього Рейху на СРСР у червні 1941 року працівниками НКВС було розстріляно близько тисячі в'язнів (згідно зі свідченнями Начальника тюремного відділу НКВС по Львівській області лейтенанта Лермана, 924 особи).

Пам'ятник жертвам комуністичних злочинів

У 1941–1944 роках споруду використовували як слідчу в'язницю гестапо, тут розміщувалися айнзац-групи СД. Тюремний двір був викладений надгробками зі старого єврейського цвинтаря. Тривалий час в тюрмі утримувався відомий польський вчений Казимир Бартель.
У 1944–1991 роках тут діяв слідчий відділ і слідчий ізолятор НКВС (НКДБ)-МДБ-КДБ СРСР, одночасно  — Управління внутрішніх справ Львівського міськвиконкому, Міське Управління ГУМВС України у Львівській області МВС України.

### Музей
Навпроти в'язниці, на площі Шашкевича у 1997 році був зведений Пам'ятник «Жертвам комуністичних злочинів».
Ініціативу львівської громадськості щодо створення в приміщенні колишньої тюрми «на Лонцького» Меморіалу пам'яті жертв окупаційних режимів підтримали Львівська міська рада, Львівська обласна рада та Служба безпеки України. Координацію робіт зі створення Меморіалу здійснювала Робоча група, до складу якої увійшли представники названих структур, Центру досліджень визвольного руху та відомі громадські діячі.

Інформаційна табличка музею

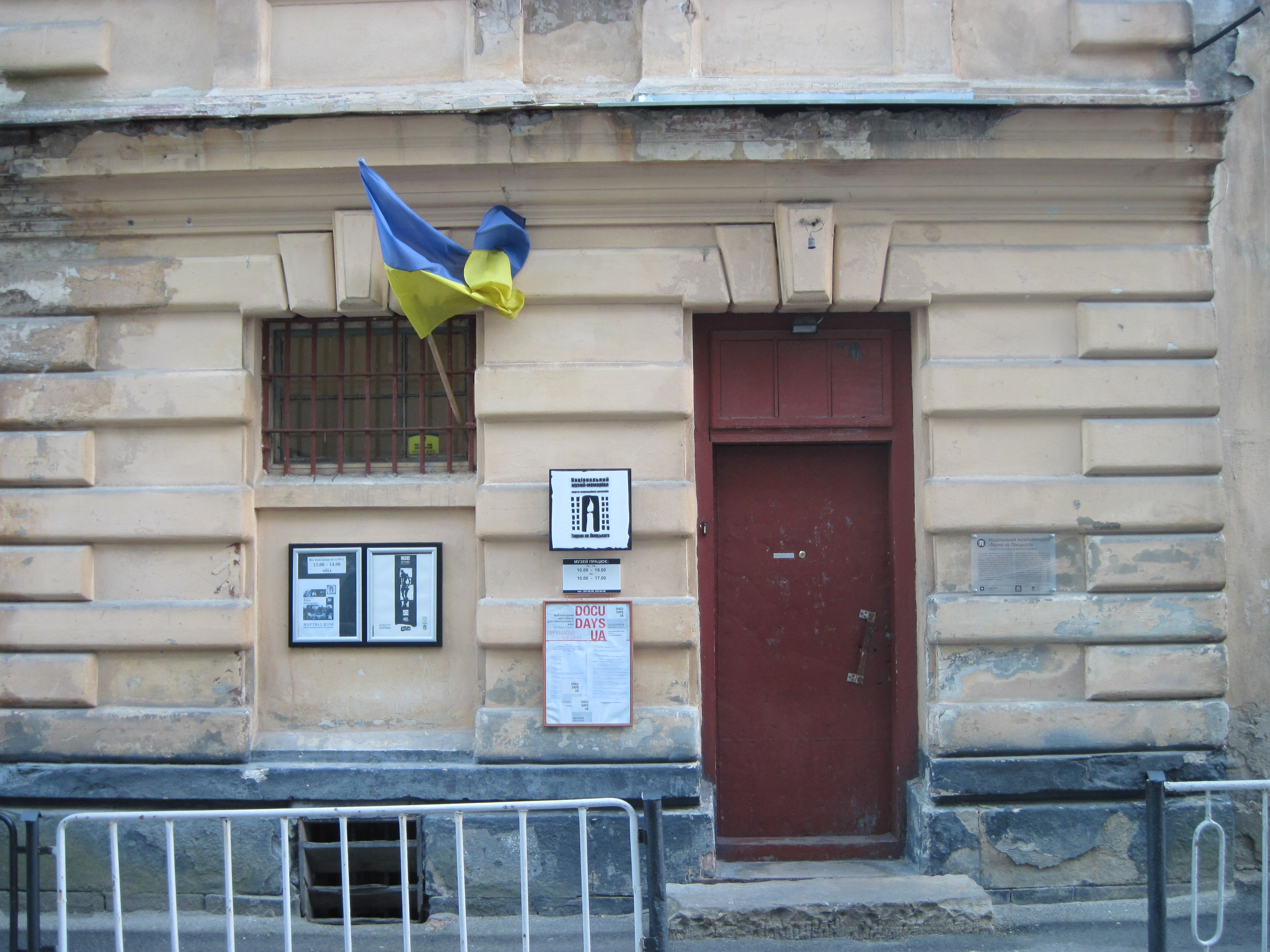

Колегія Служби безпеки ухвалила рішення про виділення приміщень і земельної ділянки для потреб майбутнього Меморіалу, вперше відкрила доступ до приміщень тюрми науковцям та громадськості, надала відповідні згоди для проведення першочергових робіт.
Центр досліджень визвольного руху провів ґрунтовне дослідження історії тюрми, проводить збір спогадів та свідчень колишніх в'язнів. Результатом роботи групи стало затвердження Ідеї Меморіалу, проєкту концепції, проведення першого етапу міжнародного архітектурного конкурсу. Робочою групою напрацьовані першочергові заходи в рамках створення Меморіалу: організувати і провести фотофіксацію музейного приміщення та прилеглої території, провести історико-архітектурні дослідження та обстеження приміщень в'язниці, розробити зонування приміщення музею та прилеглої території, провести першочергові архітектурно-реставраційні, ексгумаційні роботи.
Кошти на відкриття меморіалу надала львівська громада, Центр досліджень визвольного руху та Фонд Катерини Ющенко (160 тисяч гривень).

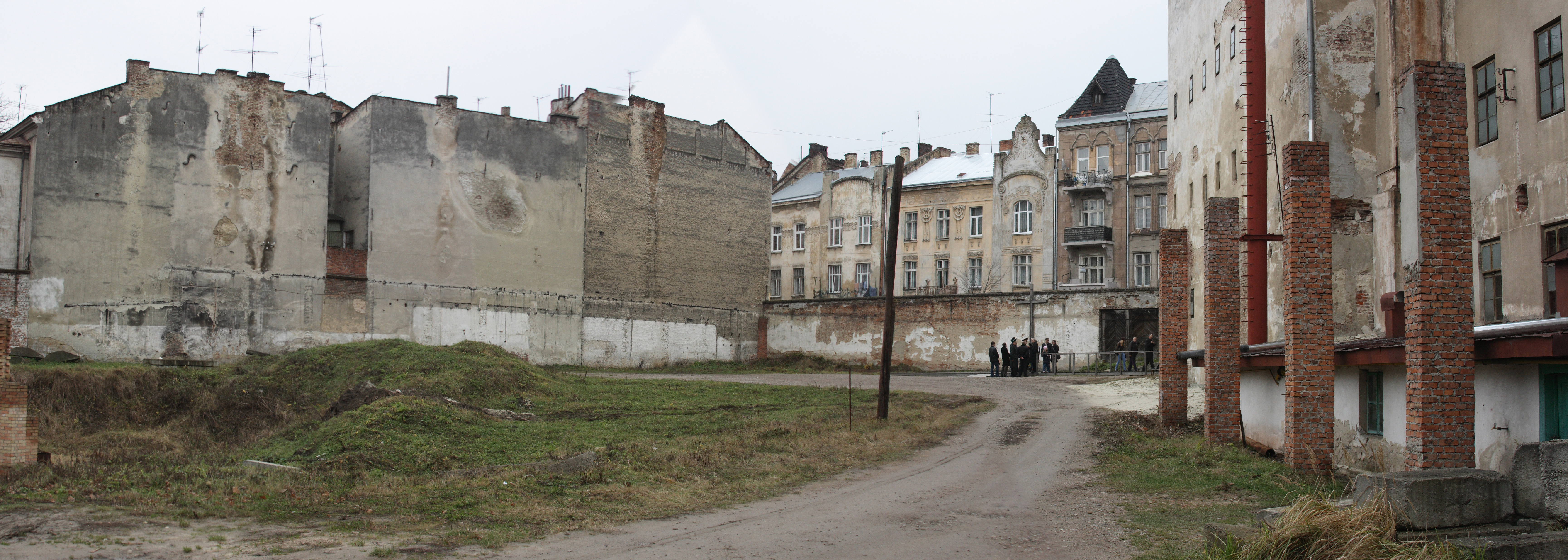
Подвір'я

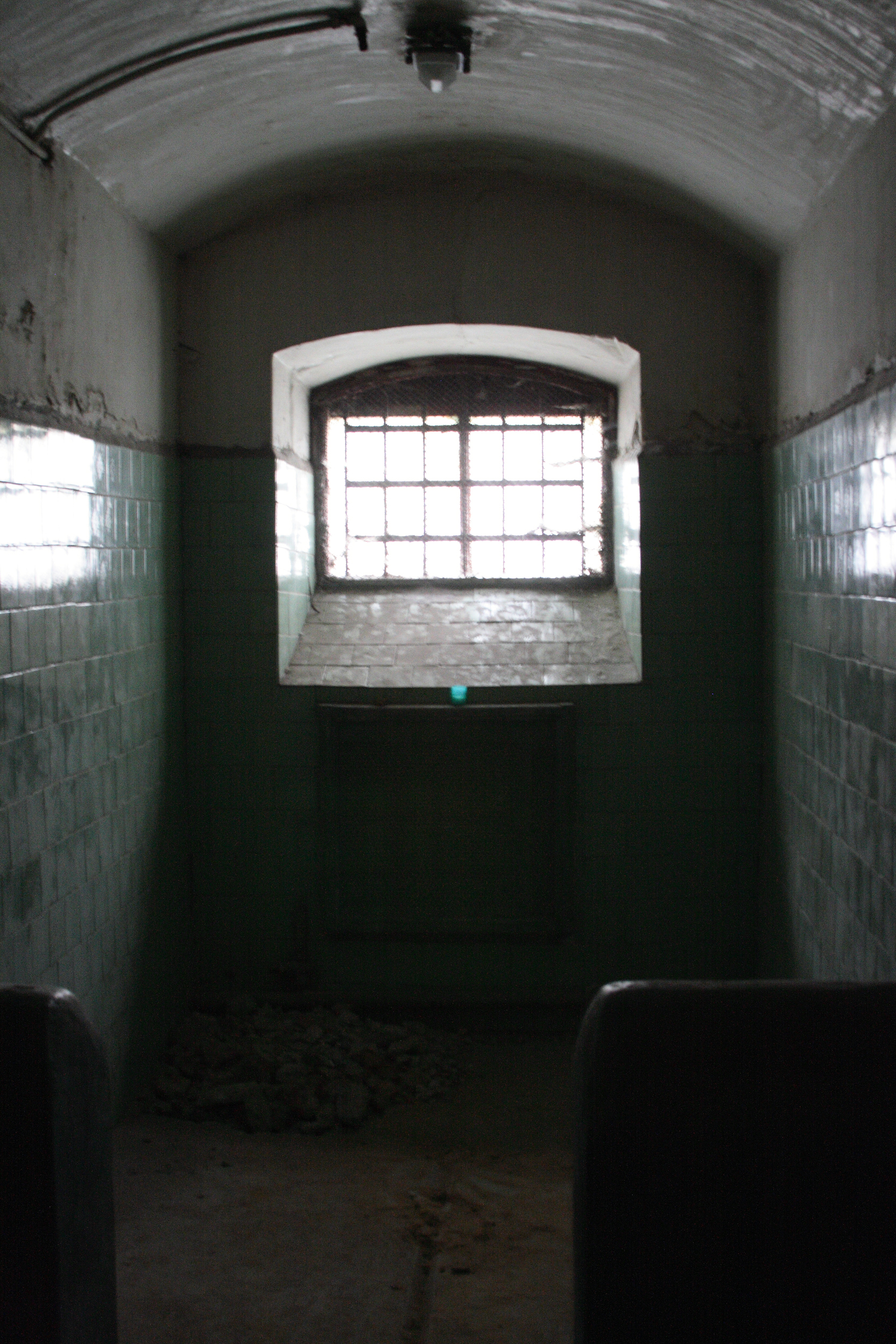
Камера-душова

28 червня 2009 року відкрито перший етап експозиції меморіалу. На відкритті були присутні перша леді України Катерина Ющенко та Голова Служби безпеки України Валентин Наливайченко. Наприкінці 2009 року президент України Віктор Ющенко підписав указ про надання музею-меморіалу статусу національного.
Починаючи з середини 2010 року СБУ почала чинити тиск на адміністрацію музею і перешкоджати його роботі. Так, за їх словами, намагаючись попередити розголошення історичних фактів, що становлять «державну таємницю», співробітники СБУ провели у вересні 2010 року обшук приміщення музею й вилучили з нього два ноутбуки, жорсткий диск, паперові копії історичних документів, а також відео-свідчення дисидентів, записані дослідниками протягом останніх двох років.
У вересні 2010 року під час візиту до Львова музей відвідав прем'єр-міністр Канади Стівен Гарпер.
Розпорядженням Кабінету міністрів України від 10 жовтня 2011 року музей передали від Служби безпеки України до сфери управління Міністерства культури.

## Експозиція
Перший етап експозиції Меморіалу «Тюрма на Лонцького» має три сюжетні лінії: історія споруди, в'язничний побут та масові розстріли наприкінці червня 1941 року. Вона розташована на першому поверсі. Вхід відкрито з боку вулиці Ірини Калинець (колишня вул. Лонцького) — там, де він був у часи функціонування тюрми. До огляду підготовані — пропускний пункт, тюремні камери, кабінет слідчого, фотолабораторію та інші приміщення в'язничного побуту. Частину тюремних камер обладнано в експозиційні зали. В коридорах вмонтовано стенди, на яких подано історію будівлі, прізвища частини розстріляних в'язнів та тексти документів, які регламентували перебування в цій тюрмі у різні періоди.
Окремий експозиційний зал присвячено о. Миколі Хмільовському — Голові підпільної УГКЦ та членові УГВР, який свого часу перебував в тюрмі «на Лонцького». В цьому залі можна простежити життя та діяльність окремо взятого політв'язня тюрми «на Лонцького» крізь призму його кримінальної справи.

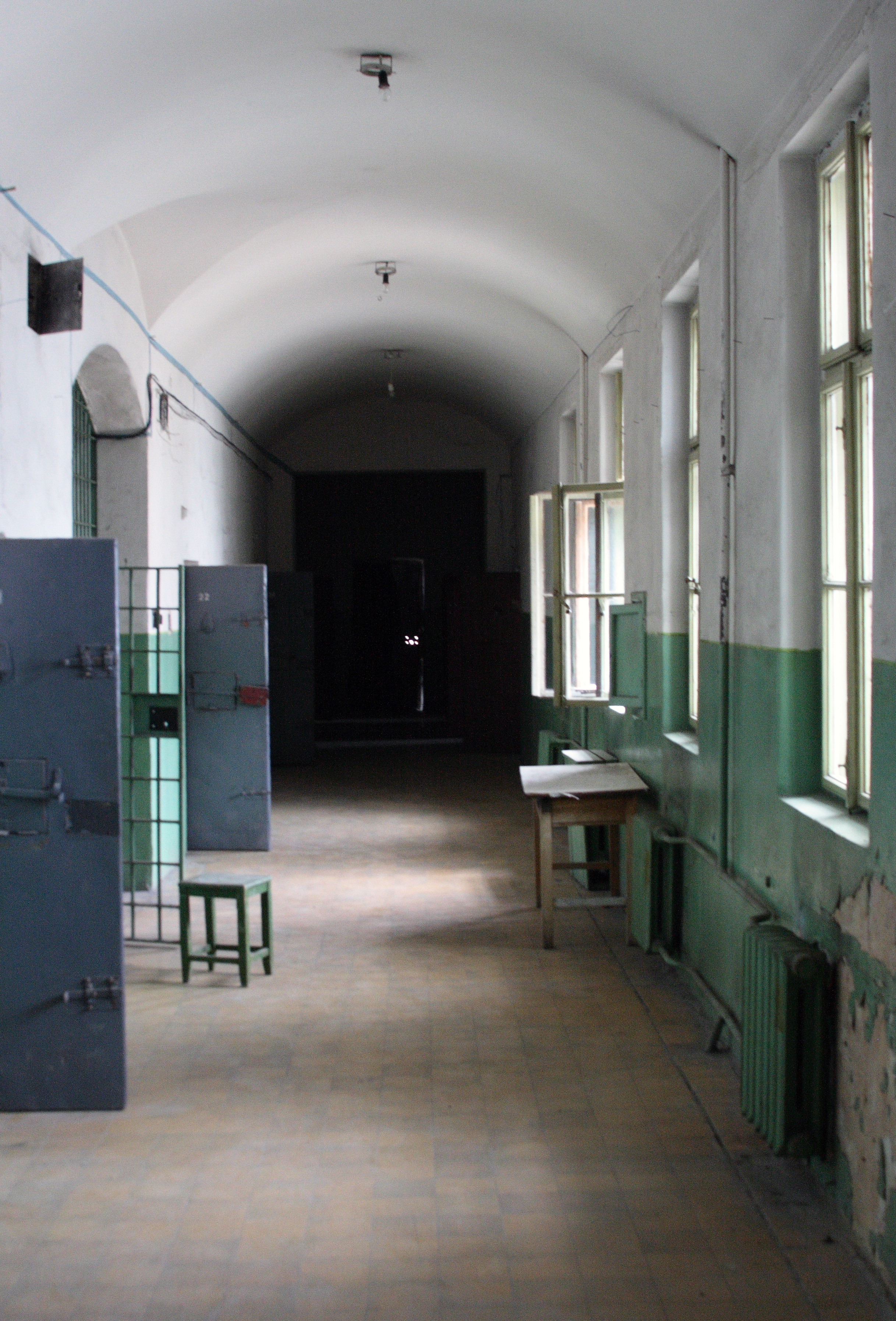
Коридор другого поверху

Основний акцент в експозиції поставлено на найкривавішу сторінку в історії тюрми — масові розстріли кінця червня 1941 року. В одному із залів демонструються кадри із кінохроніки, де зафіксовано стан тюрми після відходу радянських військ зі Львова наприкінці червня 1941 року.
В іншому залі розміщені фотографії зроблені на території тюрми в цей період, а також тогочасні українські газети, які широко висвітлювали злочини комуністичного режиму.
Серед тюремних камер, в яких відтворено умови в'язничного побуту на окрему увагу заслуговує т. зв. «камера смертників» — в ній в'язні очікували на виконання вироку, яким нерідко був розстріл.
З метою відтворення історичного тла найтрагічнішого періоду в історії «тюрми на Лонцького» — радянської окупації — в окремому залі представлені репродукції пропагандистських плакатів того часу, на тлі яких лунають записи пісень на кшталт «Широка моя страна родная». Цей зал демонструє різкий контраст офіційної пропаганди із реальним життям в СРСР — зокрема на прикладі умов перебування в тюрмі «на Лонцького».

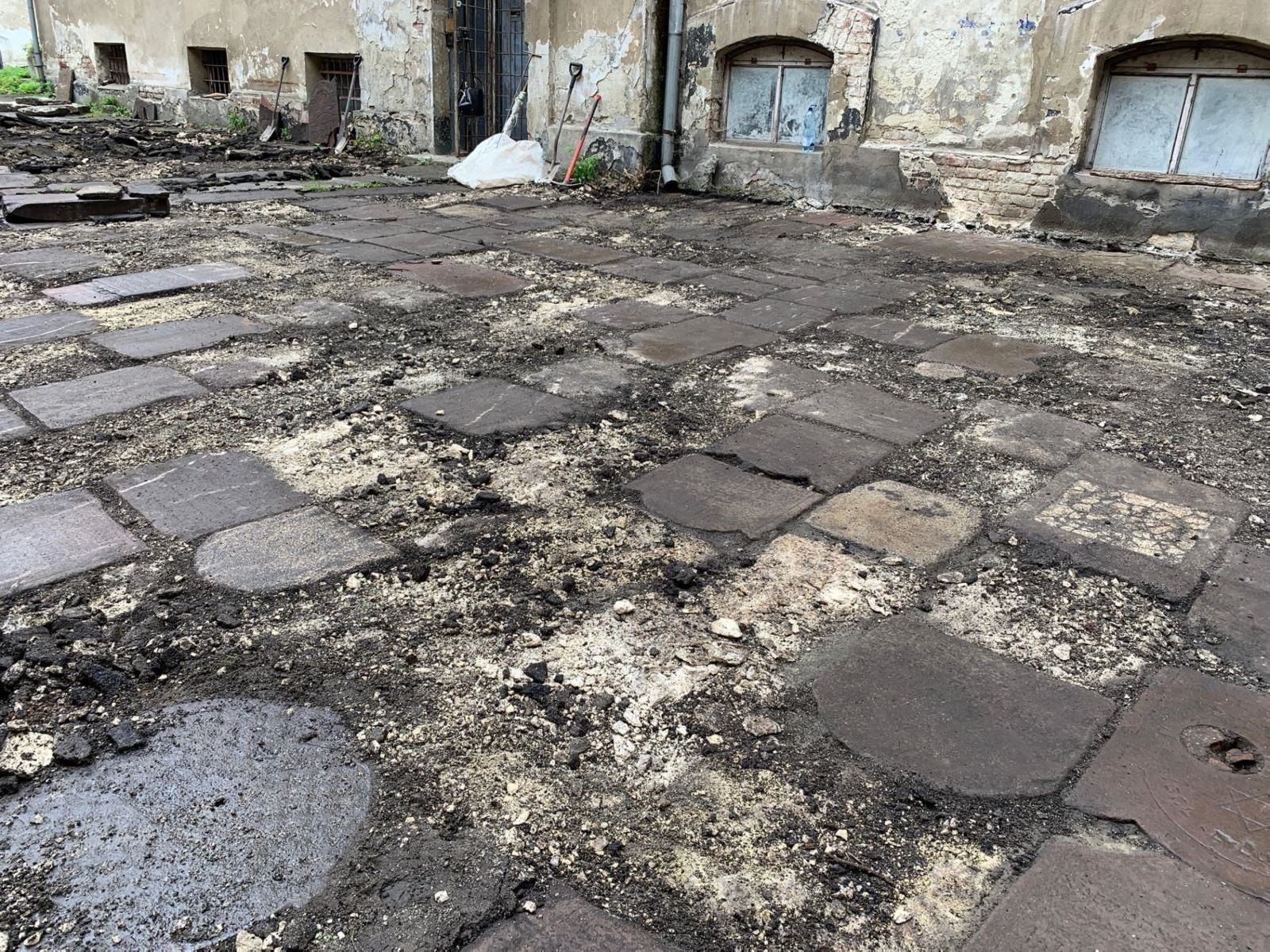
Єврейські надгробки, знайдені у подвір'ї тюрми на Лонцького

В кінці експозиції, на тлі стели пам'яті закатованих в 1941 році, лунає «усна історія» — записи спогадів колишніх в'язнів.
Експозиція підготовлена співробітниками Центру досліджень визвольного руху за сприяння Служби безпеки України. ЦДВР також проводить збір спогадів колишніх в'язнів тюрми «на Лонцького» та займається пошуком експонатів для розширення експозиції Меморіалу.
Музей є учасником проєкту «Електронний архів українського визвольного руху».

## Режим роботи
Музей працює з вівторка по п'ятницю та у неділю з 10:00 до 19:00. Субота та понеділок — вихідні дні. Вхід та екскурсія безкоштовні.
Для груп понад 10 осіб екскурсії проводяться за попереднім записом.
Екскурсії провадяться українською, англійською, російською, а також польською (за попереднім записом) мовами.

## Відомі в'язні
- Степан Бандера (в 1936)
- Микола Лебідь (в 1936)
- Ярослав Стецько (в 1936)
- Коваль Омелян Васильович (в 1941)
- Чемеринський Ярослав (замордований в Тюрмі на Лонцького в 1941)
- Шухевич Юрій Йосипович (замордований в Тюрмі на Лонцького в 1941)
- Григорій (Лакота) (в 1946)
- Ірина Калинець (в 1972)
- Ігор Калинець (1972)
- Стефанія Шабатура (1972)
- Іван Гель (1972)
- Михайло Горинь
- В’ячеслав Чорновіл

## Схожі музеї
- Україна: Тернопільський історико-меморіальний музей політичних в'язнів

## Схожі музеї за кордоном
- Литва: Музей жертв геноциду
- Угорщина: Музей Дім терору